# Elephastomus terraereginae
Elephastomus terraereginae là một loài bọ cánh cứng trong họ Geotrupidae. Loài này được Blackburn miêu tả khoa học năm 1899.